# Rochester, New York
Rochester là một thành phố ở quận Monroe, bang New York, phía nam của hồ Ontario ở Hoa Kỳ. 
Rochester dân số khoảng 219.773, khiến cho nó là thành phố lớn thứ ba của bang New York sau thành phố đông dân nhất thành phố Thành phố New York và Buffalo. Nó là trung tâm của Vùng đô thị lớn hơn trong đó bao gồm và mở rộng vượt ra ngoài quận Monroe và bao gồm quận Genesee, quận Livingston, quận Ontario, Quận Orleans và quận Wayne. Khu vực này, là một phần của vùng Tây New York, có dân số 1.037.831 người tại thời điểm Điều tra dân số năm 2000. Theo ngày 01 tháng 7 năm 2005, dân số này tăng nhẹ, đến 1.039.028.